# Zaćmienie Słońca z 2 sierpnia 2027
Ten artykuł dotyczy przyszłego wydarzenia. Informacje w nim zawarte mogą się zmienić wraz z pojawieniem się nowych faktów, a początkowe doniesienia mogą być niepewne. Ostatnie aktualizacje tego artykułu mogą nie odzwierciedlać najbardziej aktualnych informacji.

Trasa zaćmienia

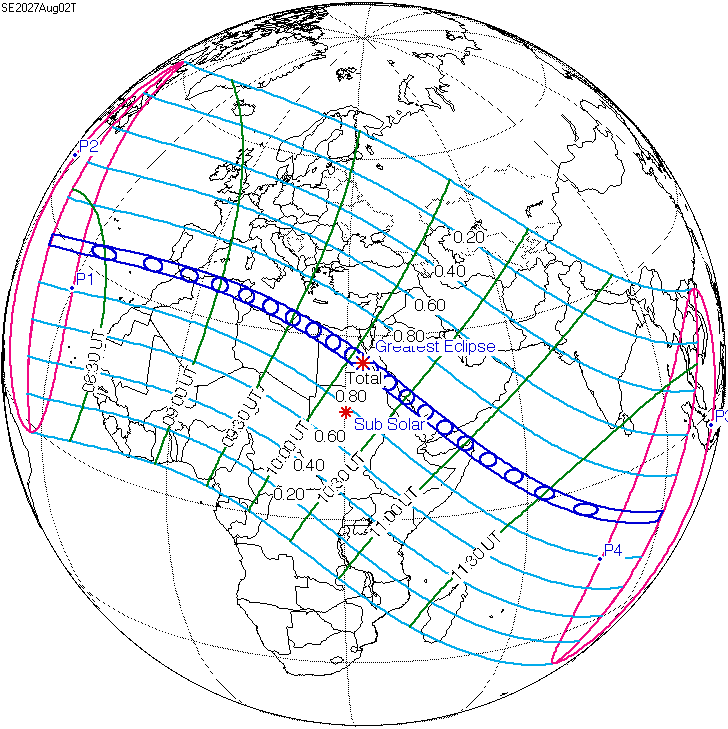
Trasa zaćmienia

Całkowite zaćmienie Słońca z 2 sierpnia 2027 – zaćmienie widoczne w wąskim pasie biegnącym od wschodniego Atlantyku, przez południowe wybrzeża Półwyspu Iberyjskiego (m.in. Kadyks, Gibraltar, Malaga), północne Maroko (m.in. Tanger, Tetuan, Nador), północną Algierię (Oran, Satif, Tibissa), środkową Tunezję (Al-Kasrajn, Safakis, Dżerba), zatokę Wielka Syrta, wschodnią Libię (m.in. Bengazi). Następnie cień Księżyca przetnie z północnego zachodu na południowy wschód tereny Egiptu (zaćmienie będzie widoczne m.in. w oazie Siwa, Luksorze, Marsa Alam), Morze Czerwone, południowo-zachodnie tereny Arabii Saudyjskiej (Dżudda, Mekka) i Jemenu (Sana) oraz północno-wschodnią Somalię (m.in. Boosaaso, przylądek Gees Gwardafuy). Zaćmienie zakończy się nad Oceanem Indyjskim, natrafiwszy uprzednio na kilka niezamieszkanych atoli Brytyjskiego Terytorium Oceanu Indyjskiego.
Zaćmienie osiągnie swoje maksimum nad terytorium Egiptu, gdzie faza centralna potrwa 6 minut i 23 sekundy.
Zaćmienie będzie widoczne jako częściowe w południowej Grenlandii, prawie w całej Europie, całej Afryce Północnej i Afryce Zachodniej, na większości obszaru Afryki Środkowej i Afryki Wschodniej, na Bliskim Wschodzie, w Indiach, Nepalu, Bangladeszu i Mjanmie.
| państwo          | miejscowość     | czas UTC | czas trwania zaćmienia całkowitego |
| ---------------- | --------------- | -------- | ---------------------------------- |
| Hiszpania        | Kadyks          | 08:46:41 | 2 min 51 s                         |
| Maroko           | Tanger          | 08:46:57 | 4 min 51 s                         |
| Hiszpania        | Tarifa          | 08:47:17 | 4 min 38 s                         |
| Gibraltar        | Gibraltar       | 08:47:37 | 4 min 24 s                         |
| Hiszpania        | Ceuta           | 08:47:37 | 4 min 48 s                         |
| Algieria         | Oran            | 08:53:26 | 5 min 8 s                          |
| Tunezja          | Safakis         | 09:11:27 | 5 min 40 s                         |
| Tunezja          | Dżerba          |          | 4 min 34 s                         |
| Libia            | Bengazi         | 09:30:44 | 6 min 9 s                          |
| Egipt            | Asjut           | 09:59:46 | 6 min 7 s                          |
| Egipt            | Dżirdża         |          | 6 min 23 s                         |
| Egipt            | Luksor (Karnak) | 10:05:07 | 6 min 21 s                         |
| Egipt            | Edfu            |          | 5 min 31 s                         |
| Arabia Saudyjska | Dżudda          | 10:25:11 | 5 min 55 s                         |
| Arabia Saudyjska | Mekka           | 10:26:28 | 5 min 6 s                          |
| Jemen            | Sana            | 10:45:13 | 2 min 16 s                         |
| Somalia          | Boosaaso        | 10:59:58 | 3 min 47 s                         |